# Leona Vicario
Pour les articles homonymes, voir Léona.
Leona Vicario, ou Leona Vicario de Quintana Roo, née le 10 avril 1789 à Mexico où elle est morte le 24 août 1842, est une journaliste mexicaine.

## Biographie
Elle est la fille unique de Gaspar Martín Vicario, un commerçant originaire d'Ampudia en Espagne qui fit fortune dans la région, un  fidèle partisan de la Vice  Royauté de Nouvelle Espagne, nommé plus tard régisseur à vie de la Ville de Mexico et de Camila Fernández de San Salvador originaire de Toluca et descendante directe de Ixtlilxochitl II dernier tlatoani de Texcoco, son oncle Agustin Pomposo Fernández de San Salvador (es) était un membre de le Real Audiencia de México (es) et recteur de la Real y Pontifica Universidad de México (es).
Partisane de Miguel Hidalgo et de Ferdinand VII, en lutte contre le pouvoir de Joseph Bonaparte imposé en Espagne par les Français.
Découverte et arrêtée, tous ses biens furent confisqués, puis elle fut enfermée dans un couvent d'où grâce à quelque complicité elle parvint à s'échapper. À Oaxaca elle rejoint les troupes fidèles à Ferdinand VII de Morelos, c'est là qu'elle rencontre et épouse l'un des insurgés, Andrés Quintana Roo. Le couple vivra à Toluca.
Après l'indépendance, le gouvernement mexicain, pour la dédommager de la perte de ses biens, lui accorde l’hacienda de Ocotepec (à Apan dans l'actuel État de Hidalgo) et deux maisons à Mexico.
Elle meurt à Mexico, à l'âge de 53 ans.

## Hommage posthume
Ses restes ainsi que ceux de son mari reposent dans le mausolée situé à la base d’El Ángel de la Independencia à Mexico, en compagnie de ceux de :
Juan Aldama, Nicolás Bravo, Ignacio Allende, Vicente Guerrero, Miguel Hidalgo y Costilla, José Mariano Jiménez, Mariano Matamoros, Francisco Javier Mina, José María Morelos y Pavón, et Guadalupe Victoria.
Son nom est inscrit en lettres d'or sur le mur d'honneur du Palacio Legislativo de San Lázaro, siège du Congrès de l'Union du Mexique.

### Sources
- (es) mexicodesconocido.com